# شاهنشاهی ایران
شاهنشاهی ایران مجموعه‌ای از دودمان‌های ایران یا ایرانی‌تبار است که بر ایران بزرگ شامل فلات ایران، غرب آسیا (خاورمیانه)، قسمت‌هایی از جنوب آسیا آسیای مرکزی و منطقهٔ قفقاز فرمانروایی کرده‌اند. این شاهنشاهی با دودمان‌های ماد و هخامنشی آغاز و با دودمان پهلوی به پایان رسید. انقلاب ۱۳۵۷ نظام پادشاهی ایران را سرنگون و به نظام جمهوری اسلامی، تبدیل کرد.
با شکست امپراتوری آشور از مادها و بابلی‌ها و شکل‌گیری پادشاهی ماد، پایه‌های نخستین شاهنشاهی آریایی‌تباران در ایران بنا نهاده شد.
شاهنشاهی ایران در گسترده‌ترین حالت خود در دوران شاهنشاهی هخامنشی و در زمان داریوش بزرگ و خشایارشا است، که از منطقه‌ای در استان فارس در ایران امروزی برخاست.
بر پایهٔ باور عمومی، این شاهنشاهی را کوروش بزرگ با تسخیر پادشاهی ماد آغاز کرد که بسیاری از نقاط خاورمیانه شامل سرزمین‌های بابلی‌ها، آشوری‌ها، فنیقی‌ها و لیدی‌ها را تسخیر کرد. کمبوجیه، فرزند کوروش بزرگ، فتوحات پدرش را با تسخیر مصر ادامه داد.
شاهنشاهی هخامنشی را نیز اسکندر مقدونی فتح کرد؛ هرچند که شاهنشاهی ایران بار دیگر در زمان دودمان‌های ایرانی اشکانی و ساسانی برخاست و در دودمان‌های پس از اسلام ایران چون صفوی و افشاری ادامه یافت.
در نزدیک به ۲۰ درصد از کل مدت شاهنشاهی ایران، را ۱۰ پادشاه ایران به حکومت پرداخته‌اند. بلاش سوم اشکانی، شاپور دوم، خسرو انوشیروان، خسرو پرویز ساسانی، سلطان محمود غزنوی، عضدالملک دیلمی، سنجر سلجوقی، شاه عباس، شاه تهماسب یکم و ناصرالدین شاه جمعاً ۴۵۲ سال (۱۸/۸ درصد از کل تاریخ ۲۵۰۰ ساله ایران) را دربرگرفته‌اند.

## پادشاهی ماد

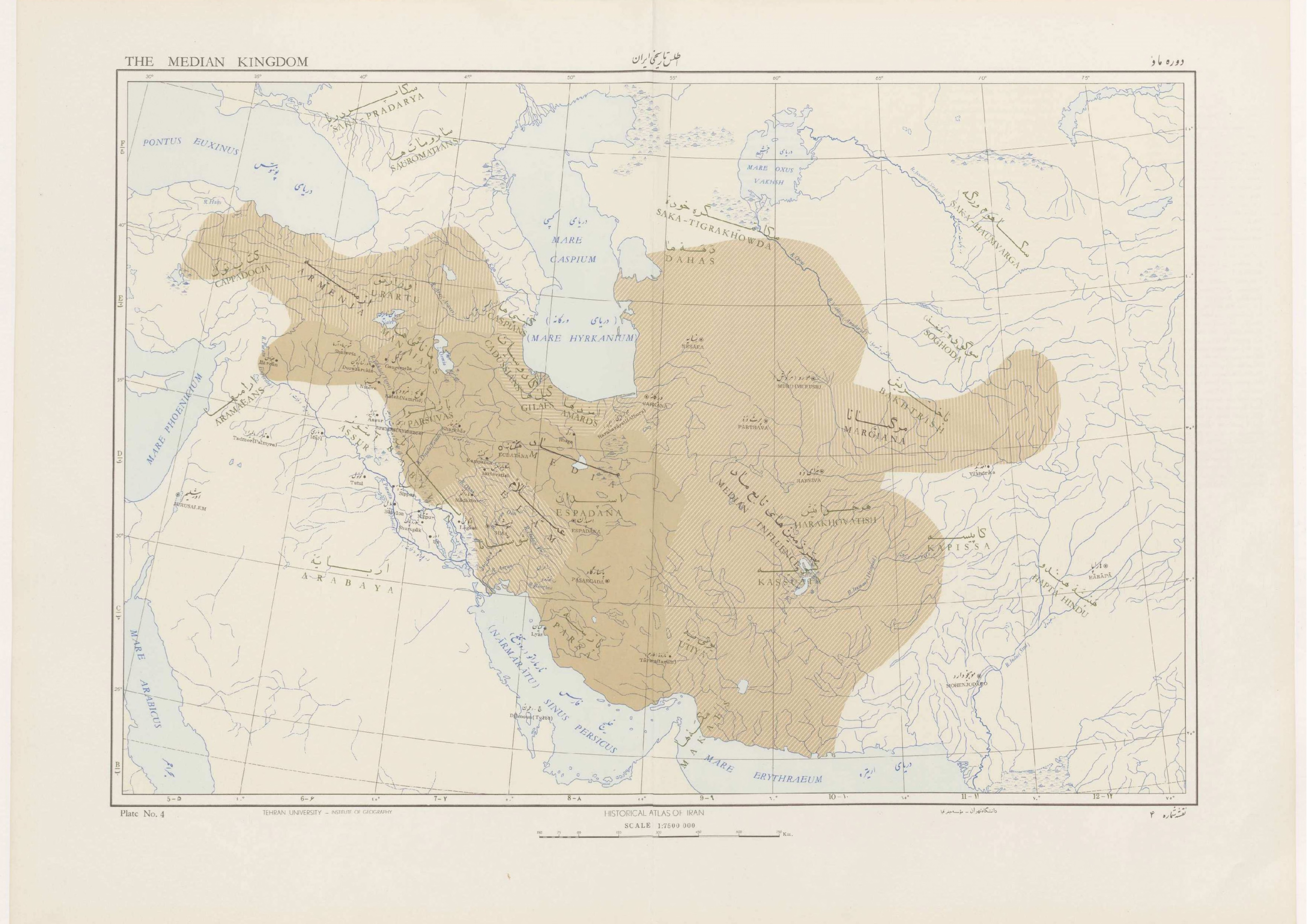
نقشه پادشاهی ماد از کتاب اطلس تاریخی ایران، نشر دانشگاه تهران

مادها قومی ایرانی بودند از تبار آریایی که در بخش غربی فلات ایران ساکن شدند. سرزمین ماد دربرگیرنده بخش غربی فلات ایران بود. سرزمین آذربایجان در شمال غربی فلات ایران را با نام ماد کوچک و بقیهٔ ناحیه زاگرس را با نام ماد بزرگ می‌شناختند. پایتخت ماد هگمتانه نام داشت. پس از حملات شدید و خونین امپراتوری آشوری نو به قلمرو ماد گروهی از بزرگان ماد گرد رهبری به نام دیاکو جمع شدند، آن‌ها توانستند در اوایل قرن هفتم پیش از میلاد، نخستین دولت ایرانی را تأسیس کنند.
از پادشاهان بزرگ ماد، هووخشتره نام داشت که با دولت بابل متحد شد و سرانجام امپراتوری آشوری نو را منقرض کرد.
پادشاهان ماد به ترتیب دیاکو (۷۰۹–۶۵۶ پ. م)، فرورتیش (۶۳۵–۶۳۳ پ. م)، اشغال ماد توسط سکاها و رهبری مادیس (۶۵۳–۶۲۵ پ. م)، هووخشتره (۶۲۵–۵۸۵ پ. م) و در نهایت ایشتوویگو (۵۸۵–۵۵۰ پ. م) بودند.
دولت ماد در ۵۵۰ پیش از میلاد به دست کوروش بزرگ شاه پارس منقرض شد و سلطنت ایران به پارس‌ها منتقل گشت. در زمان داریوش بزرگ، شاهنشاهی هخامنشی به منتهای بزرگی خود رسید: از هند تا دریای آدریاتیک و از دریای عمان تا کوه‌های قفقاز.

## شاهنشاهی هخامنشی

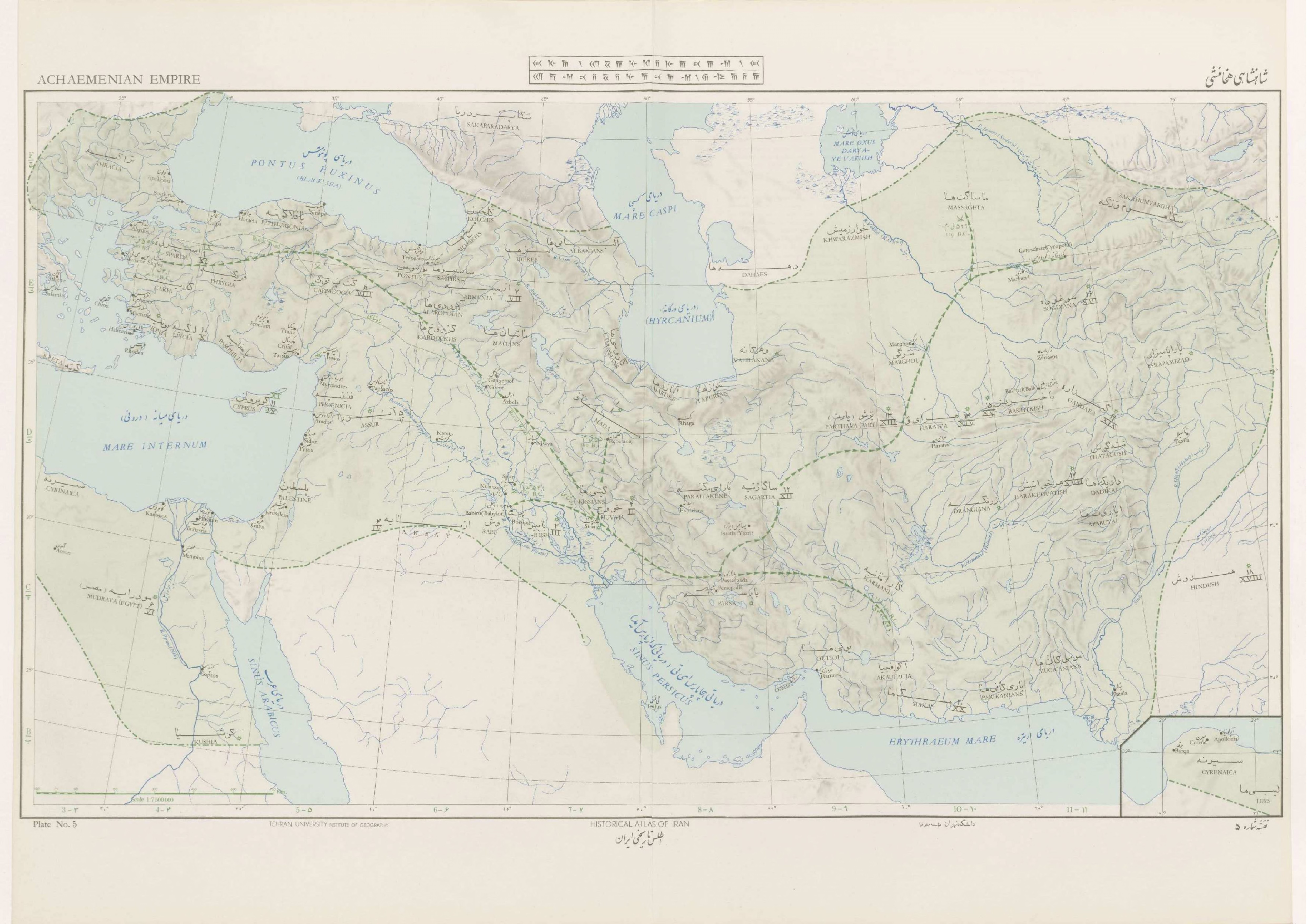
نقشه شاهنشاهی هخامنشی از کتاب اطلس تاریخی ایران، نشر دانشگاه تهران

هخامنشیان نخست پادشاهان بومی پارس و سپس انشان بودند ولی با شکستی که کوروش بزرگ بر ایشتوویگو واپسین پادشاه ماد وارد ساخت و سپس فتح لیدیه و بابل پادشاهی هخامنشیان تبدیل به شاهنشاهی بزرگی شد. از این رو کوروش بزرگ را بنیانگذار شاهنشاهی هخامنشی می‌دانند.
در ۵۲۹ پ. م کوروش بزرگ پایه‌گذار دولت هخامنشی فوت شد. لشکرکشی کمبوجیه جانشین او به مصر آخرین رمق کشاورزان و مردم مغلوب را کشید و زمینه را برای شورشی همگانی فراهم کرد. داریوش بزرگ در کتیبه بیستون می‌گوید:
«بعد از رفتن او (کمبوجیه) به مصر مردم از او برگشتند …»
شورش‌ها وسعت یافت و حتی پارس، زادگاه شاهان هخامنشی را نیز دربرگرفت. داریوش در کتیبه بیستون شمه‌ای از این قیام‌ها را در بند دوم چنین نقل می‌کند:
«زمانی که من در بابل بودم این ایالات از من برگشتند: پارس، خوزستان، ماد، آشور، مصر، پارت، خراسان (مرو، گوش) افغانستان (مکائیه).»
داریوش از ۹ مهر ماه ۵۲۲ تا ۱۹ اسفند ۵۲۰ پ. م به سرکوبی این جنبش‌ها مشغول بود.
جنگ‌های ایران و یونان در زمان داریوش آغاز شد. دولت هخامنشی سرانجام در ۳۳۰ پ. م به دست اسکندر مقدونی منقرض گشت و ایران به دست سپاهیان او افتاد.

### حملهٔ اسکندر
اسکندر مقدونی سلسله هخامنشیان را نابود کرد، دارا را کشت ولی در حرکت خود به شرق همه جا به مقاومت‌های سخت برخورد، از جمله سغد و باکتریا یکی از سرداران جنگی او بنام سپتامان ۳۲۷–۳۲۹ ق. م در راس جنبش همگانی مردم بیش از دو سال علیه مهاجم خارجی مبارزه دلاورانه کرد. در این ناحیه مکرر مردم علیه ساتراپهای اسکندر قیام کردند. گرچه سرانجام نیروهای مجهز و ورزیده اسکندر این جنبش‌ها را سرکوب کردند ولی از این تاریخ اسکندر ناچار روش خشونت‌آمیز خود را به نرمش و خوشخویی بدل کرد.
پس از مرگ اسکندر (۳۲۳ ق. م) فتوحاتش بین سردارانش تقسیم شد و بیشتر متصرفات آسیائی او که ایران هستهٔ مرکزی آن بود به سلوکوس اول رسید. به این ترتیب ایران تحت حکومت سلوکیان (۳۳۰–۲۵۰ ق. م) درآمد. پس از مدتی پارت‌ها نفوذ خود را گسترش دادند و سرانجام توانستند سلوکیان را نابود و شاهنشاهی اشکانی را ایجاد کنند.

## شاهنشاهی اشکانی

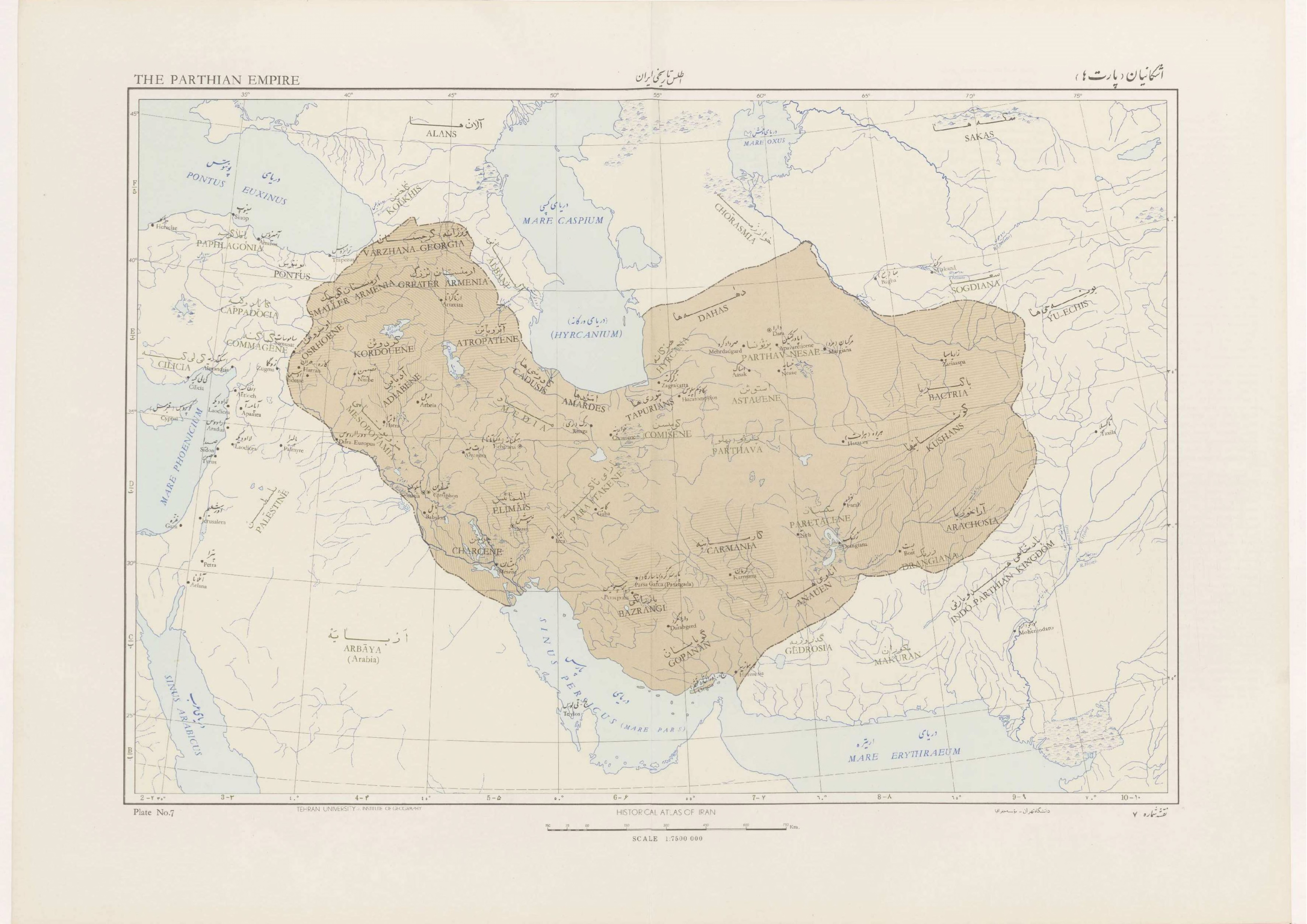
نقشه شاهنشاهی اشکانی از کتاب اطلس تاریخی ایران، نشر دانشگاه تهران

اشکانیان (۲۵۰ ق. م - ۲۲۴ م) که از تیره ایرانی پرنی و شاخه‌ای از طوایف وابسته به اتحادیه داهه از عشایر سکاهای حدود باختر بودند، از ایالت پارت که مشتمل بر خراسان فعلی بود برخاستند. نام سرزمین پارت در کتیبه‌های داریوش «پرثوه» آمده است که به زبان پارتی «پهلوه» می‌شود. چون پارتیان از اهل ایالت پهله بودند، از این جهت در نسبت به آن سرزمین ایشان را «پهلوی» نیز می‌توان خواند. ایالت پارتی‌ها از مغرب به دامغان و سواحل جنوب شرقی دریای خزر و از شمال به ترکستان و از مشرق به رود تجن و از جنوب به کویر نمک و سیستان محدود می‌شد. قبایل پارتی در آغاز با قوم داهه که در مشرق دریای خزر می‌زیستند در یک جا سکونت داشتند و سپس از آنان جدا شده در ناحیه خراسان مسکن گزیدند.
این شاهنشاهی در دورهٔ اقتدارش از رود فرات در غرب تا رشته‌کوه‌های هندوکش در شرق و از کوه‌های قفقاز در شمال تا خلیج فارس در جنوب گسترش یافت. در دورهٔ اشکانی جنگ‌های ایران و روم آغاز شد. سلسله اشکانی در اثر اختلافات داخلی و جنگ‌های خارجی به‌تدریج ضعیف شد تا سر انجام به‌دست اردشیر یکم ساسانی منقرض گردید.

## شاهنشاهی ساسانی

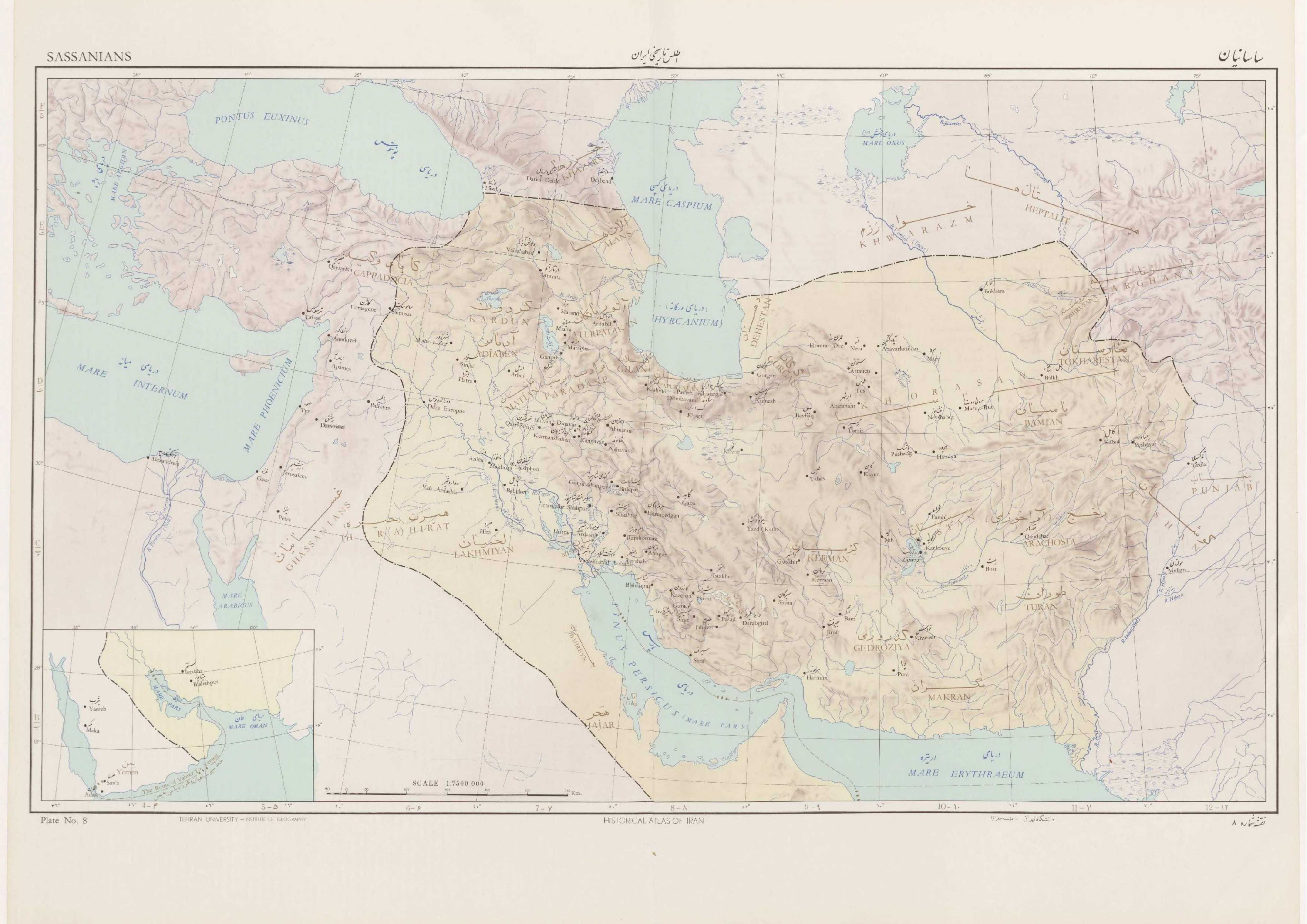
نقشه شاهنشاهی ساسانی از کتاب اطلس تاریخی ایران، نشر دانشگاه تهران

ساسانیان خاندانی شاهنشاهی در ایران بودند که در سالهای ۲۲۴ تا ۶۵۱ میلادی فرمانروایی کردند. پیشینه شاهنشاهان ساسانی از ایالت پارس بود آنان بر بخش بزرگی از غرب قارهٔ آسیا چیرگی یافتند. پایتخت ساسانیان شهر تیسفون در نزدیکی بغداد در عراق امروزی بود.
سلسله اشکانی به دست اردشیر یکم ساسانی منقرض گردید. هم‌او سلسله ساسانیان را بنا نهاد که تا ۶۵۲ میلادی در ایران ادامه یافت.
اردشیر بابکان با پیروزی بر اشکانیان حکومت ساسانیان را در ۲۲۴ میلادی بنیان نهاد که ۴۲۸ سال در ادامه داشت. دولت ساسانی حکومتی ملی و متکی به دین و تمدن ایرانی بود و قدرت بسیار زیادی کسب کرد. در این دوره نیز جنگ‌های ایران و روم ادامه یافت؛ در این جنگ‌های طولانی، ساسانیان به‌عنوان رقیب قدرتمند دولت روم، جنگ‌های متعددی را با آن دولت انجام داد. در این کشمکش‌ها که تا پایان حکومت آن‌ها امتداد داشت، زمانی ایران و زمانی روم فاتح بودند. ساسانیان با تصرف سرزمین‌های پهناور، قلمرو خویش را توسعه دادند، به‌طوری‌که قلمرو ساسانیان در دوره حکومت خسرو پرویز به قلمرو هخامنشیان در زمان اوج این حکومت نزدیک شده بود. شاهنشاهی پهناور ساسانی که از رود سند تا دریای سرخ وسعت داشت، در اثر مشکلات خارجی و داخلی ضعیف شد. آخرین پادشاه این سلسله یزدگرد سوم بود. در دوره او مسلمانان عرب به ایران حمله کردند و بدین ترتیب دولت ساسانی از میان رفت.

## شاهنشاهی صفوی

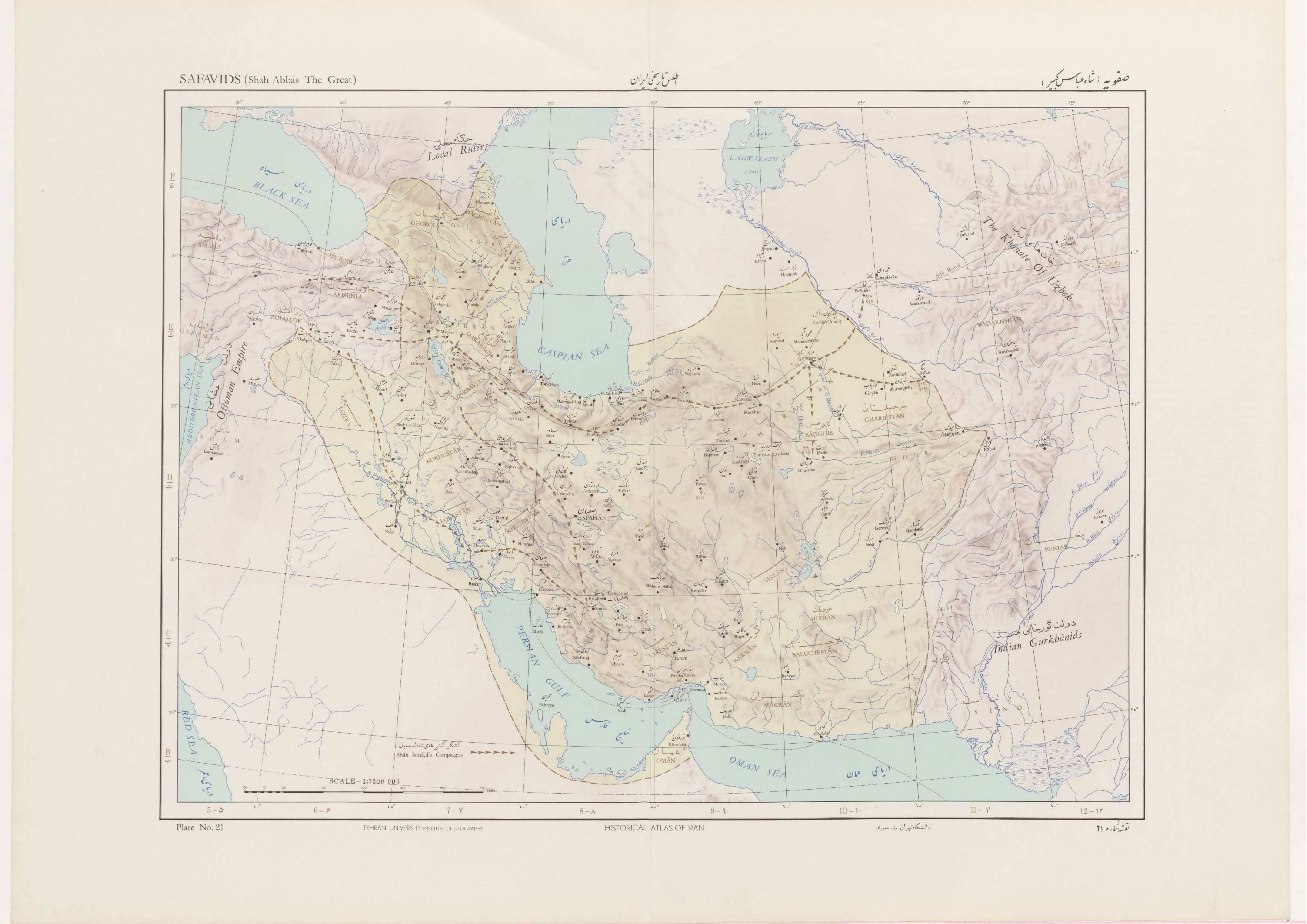
نقشه ایران صفوی در دوران شاه عباس بزرگ، از کتاب اطلس تاریخی ایران، نشر دانشگاه تهران

پس از سال‌ها فرمانروایی تیموریان و تشکیل حکومت‌های کوچک و بزرگ که عمده آن‌ها فرهنگ ایرانی را بازمی‌نمایاند، صفویان فرمانروایی گسترده‌ای را شکل داد که می‌توان از آن به عنوان یکی از دودمان‌های شاهنشاهی ایران نام برد و پس از دوره‌های گوناگون حکومت‌های ملوک الطوایفی و پس از سال‌ها توانستند دوباره ایران متحد را بنا نهند.
از نظر تاریخ ایران، دولت صفوی دارای دو ارزش اساسی و حیاتی است:
- نخست ایجاد ملتی واحد با مسئولیتی واحد در برابر مهاجمان و دشمنان، و نیز در مقابل گردنکشان و عاصیان بر حکومت مرکزی؛
- دوم ایجاد ملتی دارای مذهبی خاص (تشیع) که بدان شناخته شده و به‌خاطر دفاع از همان مذهب، دشواریهای بزرگ را در برابر هجومهای دو دولت نیرومند شرقی و غربی تحمل نموده است.

به هر حال با تشکیل دولت صفوی، گذشته دیربازی از گسیختگی پیوندهای ملی ایرانیان به‌دست فراموشی سپرده شد و بار دیگر به قول ادوارد براون، از ملت ایران «ملتی قائم بالذات، متحد، توانا و واجب احترام ساخت و ثغور آن را در ایام سلطنت شاه عباس اول به حدود شاهنشاهی ساسانیان رسانید.».
رسیدن ایرانیان به مرزهای سابق خود و نزدیک به مرزهای دوران ساسانیان، در بعضی مواقع و به ویژه در عهد پادشاهی شاه عباس و نادرشاه به ایران شکوه و جلال پیشین را باز داد.
از دوره صفوی (۱۷۳۲–۱۵۰۱ م) مذهب تشیع به عنوان مذهب رسمی ایران معرفی گردید. مذهب تشیع با ویژگی‌های سیاسی و اجتماعی خویش باعث اتحاد و استقلال ایران گردید و هویت ملی آن را در برابر تهاجمات و ضربات مهلک امپراتوری عثمانی حفظ نمود و ایران توانست بار دیگر به عنوان یک قدرت بزرگ سیاسی و مذهبی قد علم کند.
در دوره شاه عباس شهر اصفهان به عنوان پایتخت ایران انتخاب گردید و به اوج عظمت و شکوه دست یافت به‌طوری‌که یادگارهای بسیاری از معماری و شهرسازی آن دوران تا عصر حاضر بر جای مانده است. صفویان در نتیجه تهاجم افغانها و تصرف اصفهان توسط آن‌ها از میان رفتند.

## شاهنشاهی افشار

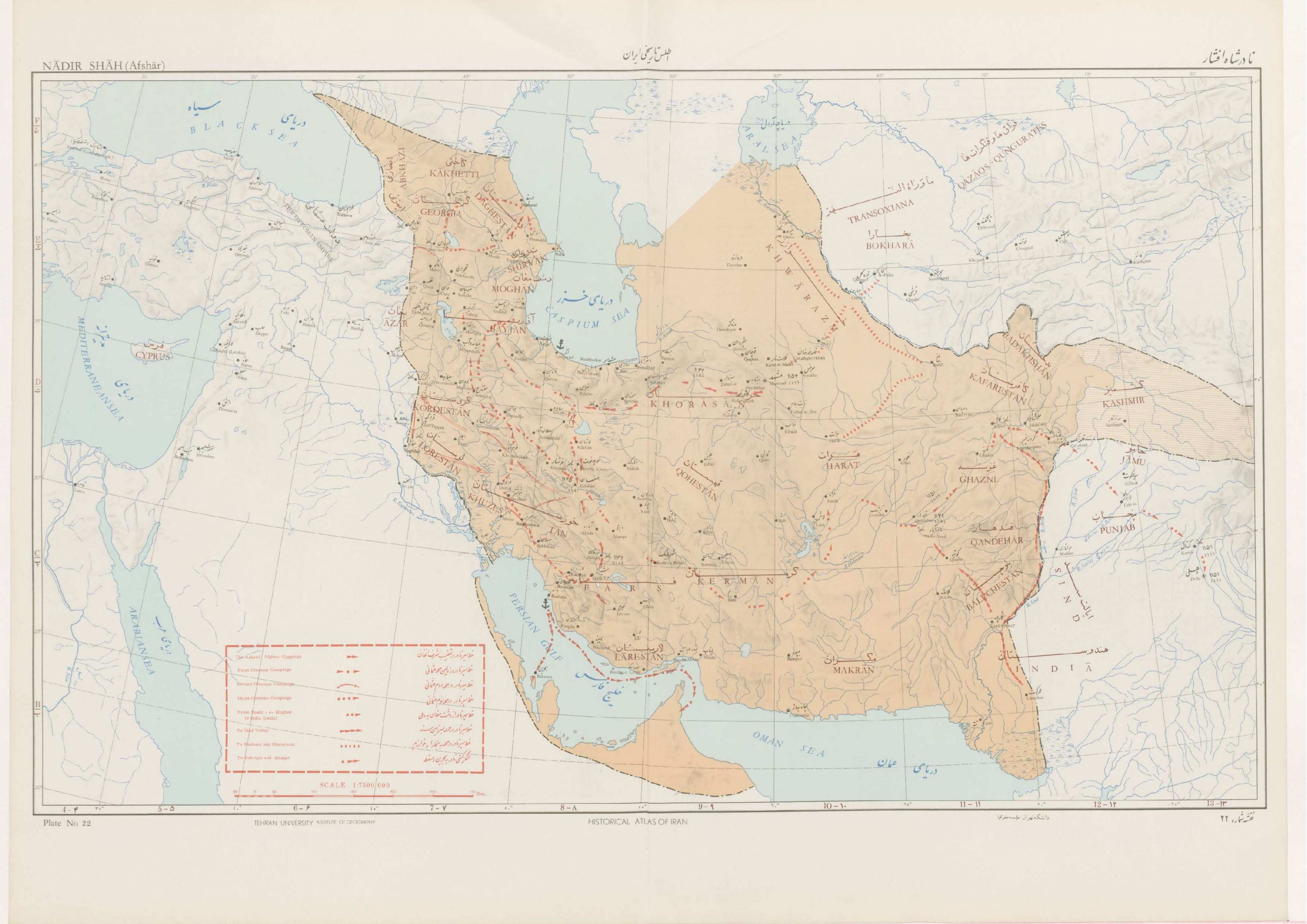
نقشه ایران افشاری در دوران نادرشاه، از کتاب اطلس تاریخی ایران، نشر دانشگاه تهران

افغان‌های یاغی پس از گشایش قندهار به دست نادر به دهلی گریخته بودند. نادرشاه سه بار به محمد شاه (شاه هند) اخطار نمود که افسران اشرف افغان که جزو غارتگران بودند (حدوداً ۸۰۰ نفر) و در قتل‌عام مردم ایران نقش اساسی داشتند را به ایران تحویل دهد که در پی عدم تحویل آن‌ها سپاه ایران از رود سند گذشت و در جنگ کَرنال هندوستان را شکست داده و دهلی پایتخت آن را تصرف کرد. سپس ۸۰۰ متجاوز افغان را در بازار دهلی به دار زدند و بازگشتند. در این جنگ در طی یک روز بین بیست تا سی‌هزار از مردم هند کشته شدند. نادر شاه با غنائم فراوانی که از هند به چنگ آورده بود به ایران بازگشت و تاج پادشاهی هند را بر سر محمد شاه باقی‌گذاشت. غنائمی که نادر شاه به ایران آورد ده برابر بیش از بیشترین درآمد سالانهٔ دوران صفویه برآورد شده است. در میان این غنائم جواهراتی چون کوه نور و دریای نور و تخت طاووس و کره جواهرنشان شهرت دارند. نادر شاه به رغم کمی سپاهیانش در مقابل لشکریان فیل سوار هندی توانست با به‌کارگیری تاکتیک‌های نوین جنگی لشکر انبوه هندوستان را در هم بکوبد. نادر شاه توانسته بود با آموزش‌های رزمی سنگین و کارآمد ارتش خود را به یک جنگ‌افزار رعب‌آور برای دشمن تبدیل کند.
نادرشاه افشار ضمن تسلط بر تمامی خاک ایران، سلسله افشاریان را تأسیس نمود (۱۷۳۴ م). پس از افشاریان، زندیان (۱۷۹۶–۱۷۵۰ م) بر اریکه قدرت تکیه زدند و در دوره حکومت آن‌ها شهر شیراز به پایتختی انتخاب گردید و به شهری باشکوه و بزرگ تبدیل شد.

## پادشاهی زند

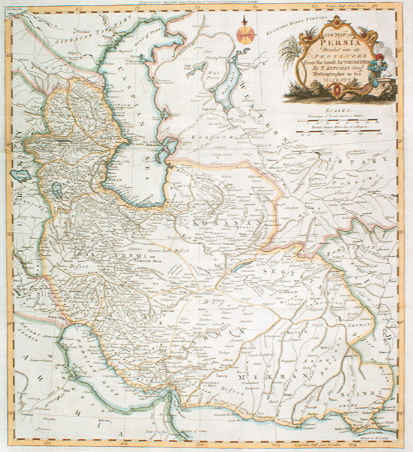
پادشاهی زند در ۱۷۸۲ میلادی.

دوران پادشاهی زند به سردمداری کریم خان در سال ۱۱۶۳ قمری آغاز شد. پس از قتل نادر و به دنبال اغتشاشات گسترده و عمومی در این ایام، سرانجام کریم خان توانست پس از شانزده سال مبارزه دایمی بر تمامی حریفان خود از جمله محمدحسن خان قاجار و آزاد خان افغان غلبه کند و صفحات مرکزی و شمالی و غربی و جنوبی ایران را در اختیار بگیرد. وی به انگلیسی‌ها روی خوش نشان نداد و همواره می‌گفت آن‌ها می‌خواهند ایران را مانند هندوستان کنند. برادر وی، صادق خان، نیز موفق شد در سال ۱۱۸۹ ه‍.ق بصره را از امپراتوری عثمانی منتزع نماید و به این ترتیب، نفوذ اوامر دولت ایران را بر سراسر اروندرود و بحرین و جزایر جنوبی خلیج فارس مسلم گرداند.
پس از در گذشت کریم خان زند دگرباره جانشینان او به جان هم افتادند و با جنگ و نزاع‌های مستمر، زمینه تقویت و کسب اقتدار آغا محمد خان و سلسله قاجار را فراهم آوردند.

## پادشاهی قاجار

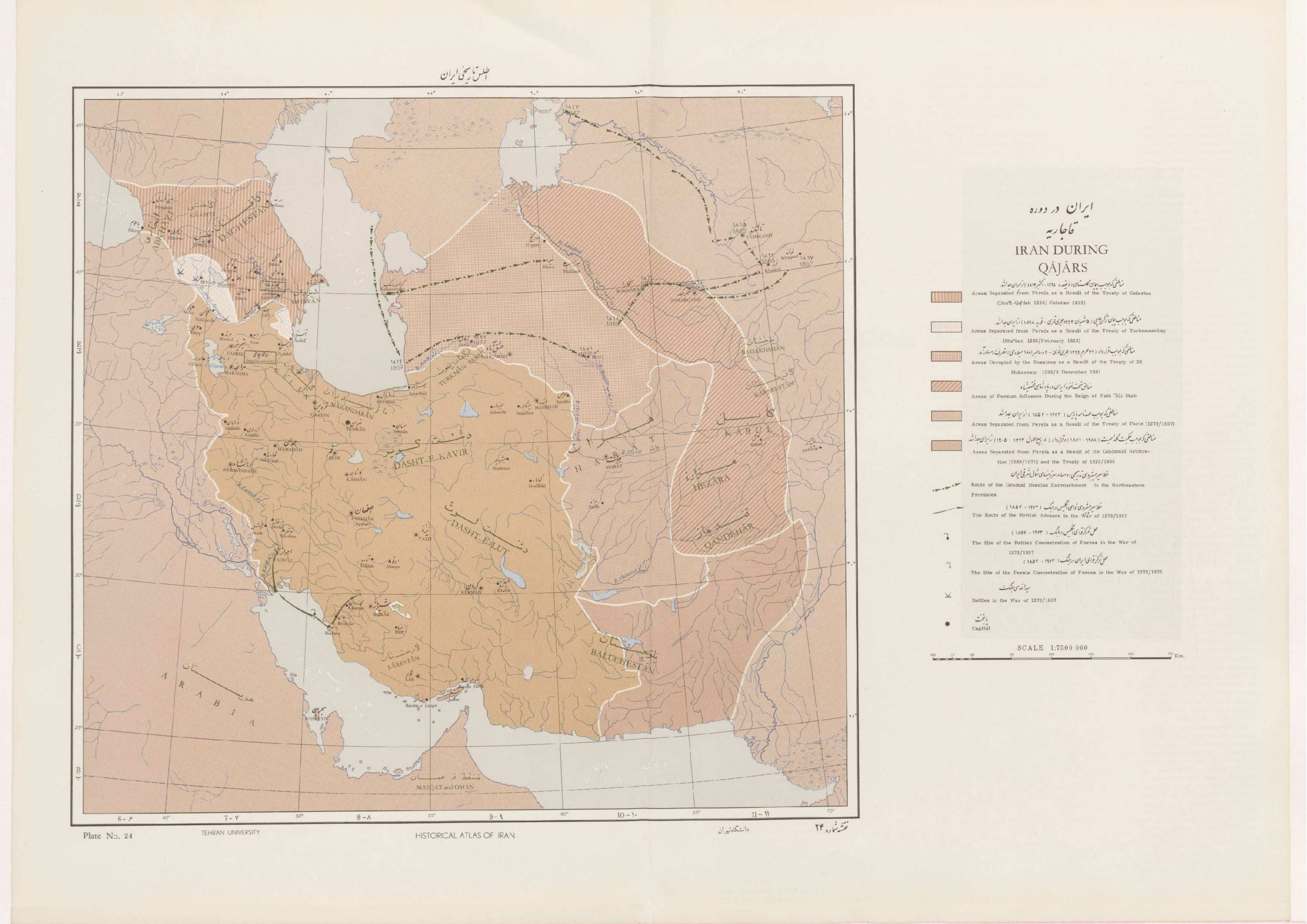
نقشه ایران قاجاری، از کتاب اطلس تاریخی ایران، نشر دانشگاه تهران

در دوره قاجار (۱۹۲۴–۱۷۷۹ م) نفوذ قدرت‌های استعماری همچون انگلیس و روسیه تزاری در ایران توسعه یافت و این قدرت‌ها با تحمیل عهدنامه‌هایی همچون ترکمانچای، گلستان و پاریس بر دولت ایران سرزمین‌های وسیعی در آذربایجان، گرجستان، ارمنستان و خراسان را از خاک ایران جدا کردند. نتیجه این تحولات وقوع جنبش‌هایی چون قیام تنباکو، مشروطیت، جنبش جنگل و قیام محمد خیابانی در ایران بود.

## شاهنشاهی پهلوی

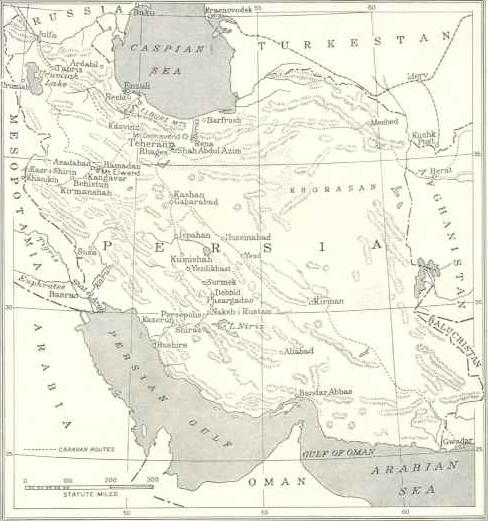
نقشه ایران پهلوی در زمان رضاشاه، ۱۹۲۱ میلادی

رضاشاه در سال ۱۳۰۴ ه‍.ش/۱۹۲۵ م به حکومت دست یافت و تأسیس سلسله پهلوی را اعلام نمود. در این دوران ایران به سوی جامعه‌ای مدرن حرکت کرد. او در شهریور ۱۳۲۰ با حمله انگلیس‌ها و روس‌ها به‌طور همزمان مجبور به استعفا شد و حکومت را به فرزندش محمدرضا پهلوی واگذار کرد که تا وقوع انقلاب ایران در ۲۲ بهمن ۱۳۵۷ پادشاه ایران بود و سپس در ۵ام مرداد ماه ۱۳۵۹ درگذشت.

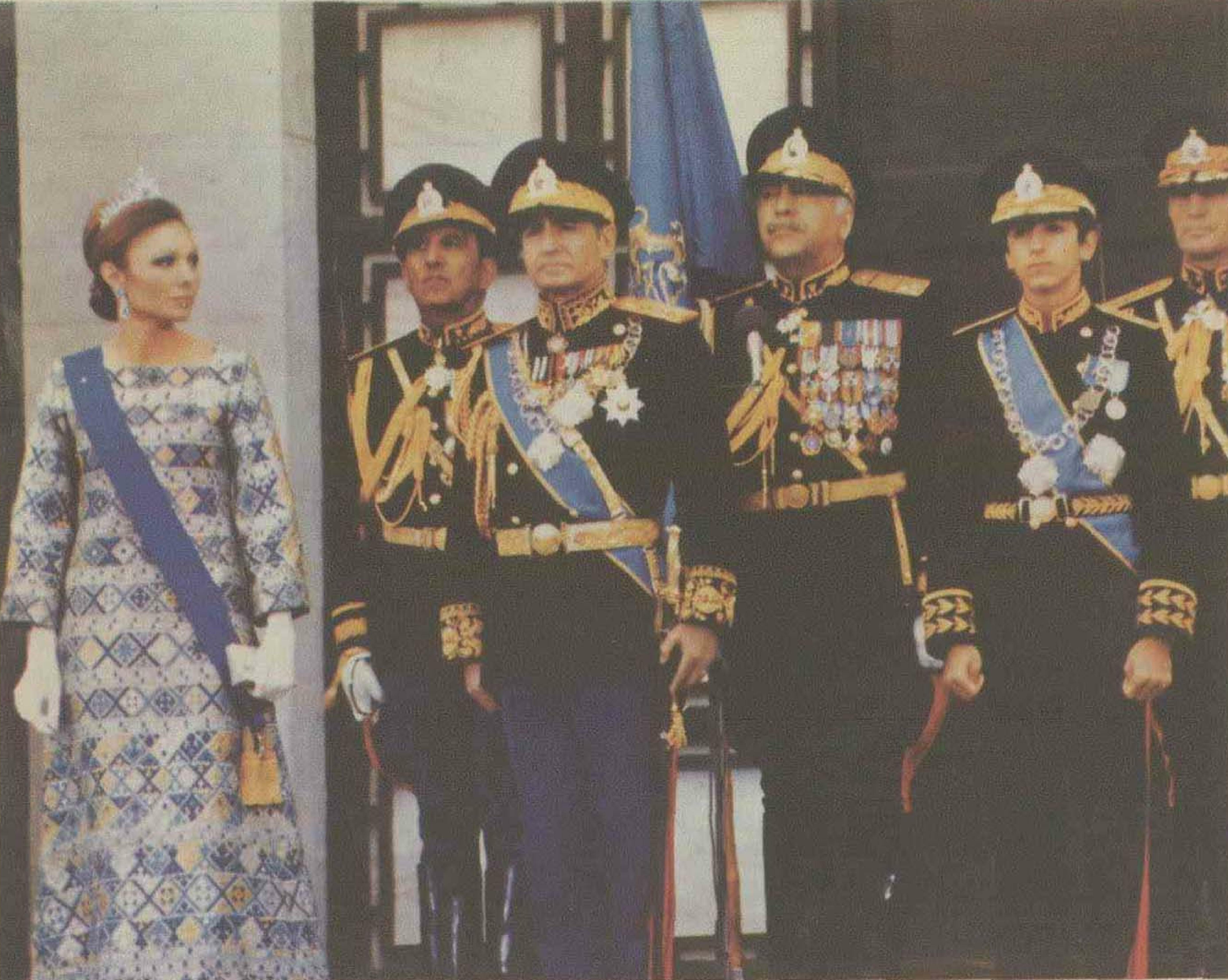

محمدرضاشاه به توسعهٔ اقتصادی و افزایش قدرت نظامی کشور علاقه داشت و بخشی از درآمد نفتی کشور را صرف ارتش ایران کرد. او تحت عنوان انقلاب سفید با هدف رسمی قرار گرفتن ایران در میان مدرن‌ترین کشورهای جهان تا پایان سدهٔ بیستم مجموعه‌ای از اصلاحات اقتصادی-اجتماعی مانند اصلاحات ارضی و حق رأی زنان را آغاز نمود. در دههٔ ۱۳۴۰ و اوایل دههٔ ۱۳۵۰ خورشیدی، ایران رشد اقتصادی سریعی را شاهد بود.
پسر او رضا پهلوی در ۹ آبان ۱۳۵۹ بیست ساله شد و قادر شد بنا بر قانون اساسی مشروطه نسبت به تخت پادشاهی ادعا کند. او که در آن زمان دانشجوی دانشگاه آمریکایی قاهره بود، در مراسمی در قصر قبه در قاهره خود را شاه ایران اعلام کرد و عنوان رضا شاه دوم را برای خود اختیار کرد. 
در دوره پهلوی صنعت نفت ایران توسط محمد مصدق ملی شد. در سال ۱۳۵۷ خورشیدی با انقلاب ایران، نظام سلطنتی در ایران تغییر کرد و نظام جدیدی به‌نام جمهوری اسلامی ایران شکل گرفت.

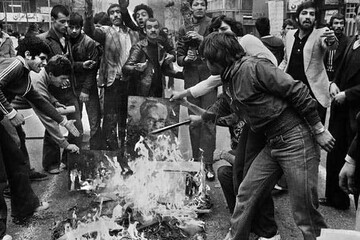

## نگارخانه

اوج گستره شاهنشاهی ماد در دوران فرمانروایی هووخشتره
اوج گستره شاهنشاهی هخامنشی در دوران فرمانروایی داریوش بزرگ
اوج گستره شاهنشاهی اشکانی در دوران فرمانروایی مهرداد دوم
اوج گستره شاهنشاهی ساسانی در دوران فرمانروایی خسرو پرویز
اوج گستره ایران صفوی در دوران فرمانروایی شاه عباس یکم
اوج گستره ایران افشاری در دوران فرمانروایی نادرشاه
گستره ایران زندی در دوران فرمانروایی لطفعلی‌خان
اوج گستره ایران قاجاری در دوران فرمانروایی آقامحمدخان